# Руа, Маурисиу
Маури́сиу Мила́ни Ру́а (порт. Maurício Milani Rua; родился 25 ноября 1981 года в Куритибе) — бывший бразильский профессиональный боец смешанных единоборств, экс чемпион UFC в полутяжёлом весе. Также известен по выступлениям в PRIDE, где становился чемпионом Гран-При в среднем весе.

## Биография

### Ранние годы
Маурисиу Руа родился в бразильском городе Куритиба. Его отец — успешный бизнесмен, мать серьёзно занимается бегом на марафонские дистанции. У Маурисиу есть два брата, старший Мурилу про прозвищу «Ниндзя» и младший Маркос по прозвищу «Шаолинь». Все братья являются бойцами смешанного стиля, только младший Маркос ещё выступает на любительском уровне. Маурисиу пошёл по стопам старшего брата, записался в бойцовскую академию Chute Boxe и начал серьёзно заниматься муай-тай в 15 лет, а бразильским джиу-джитсу в 17.
До того как стать бойцом, Маурисиу работал моделью.
В 2002 году Руа дебютировал как профессиональный боец смешанного стиля. С самого начала карьеры он проявил себя как очень агрессивный боец и первые три своих боя, проходившие в Бразилии, Маурисиу неизменно выигрывал в первом раунде, осыпая соперника градом ударов руками и ногами. В 2003 году Руа получил приглашение на международный турнир International Fighting Championship в американском городе Денвер. В четвертьфинале турнира он одолел Эрика Вандерлея техническим нокаутом, но в полуфинале потерпел поражение от другого соотечественника, Ренату Собрала.

### Карьера в Pride
После поражения на турнире IFC Руа отправился в Японию и стал выступать в PRIDE Fighting Championships. Его дебют состоялся 5 октября 2003 года на турнире Pride Bushido, специально организованном для бойцов лёгких весовых категорий, Руа выступал в среднем весе. Своих трёх японских соперников в боях Pride Bushido он побеждал техническим нокаутом в первом раунде и после серии успешных поединков в феврале 2005 года дебютировал на основном шоу Pride 29, где победил в первом раунде японского борца Хиромицу Канэхара.
Этими победами Руа добился права бороться за звание чемпиона Гран-При Pride в среднем весе. Его первым соперником на пути к чемпионскому титулу стал американец Куинтон Джексон, ранее победивший старшего из братьев Руа по раздельному решению судей. Маурисиу весь бой с Джексоном владел преимуществом, сломал ему несколько рёбер ударами коленей и завершил бой ещё в первом раунде, послав американца в нокаут. Следующий бой Руа проводил против соотечественника Антонио Рожерио Ногейры из академии Brazilian Top Team, традиционного соперника его собственной Chute Boxe. Сёгун одержал победу по единогласному решению судей и вышел в финальную часть турнира. 28 августа 2005 года Руа провёл полуфинальный бой против голландца Алистара Оверима, одолев его техническим нокаутом в первом раунде, и в тот же день выиграл бой за титул чемпиона Гран-При в среднем весе у соотечественника Рикарду Ароны.
В первом же бою после завоевания титула чемпиона Гран-При в среднем весе Сёгун Руа потерпел поражение. 26 февраля 2006 года, на Pride 31, в бою с американцем Марком Коулманом, он неудачно приземлился после выпада соперника и сломал руку, тем самым проиграв из-за технического нокаута. Восстановившись после травмы к сентябрю 2006 года, Руа следующие четыре поединка завершил победами, в том числе победив при помощи болевого приёма бывшего чемпиона UFC в тяжёлом весе Кевина Рэндлмена. На момент завершения своей карьеры в Pride Руа находился на первой строчке в рейтингах лучших бойцов смешанного стиля в полутяжёлом весе по версиям Nokaut, Sherdog и MMAWeekly.

### Карьера в UFC
После того как UFC поглотила Pride Руа подписал контракт с Ultimate Fighting Championship. Его дебют в новой организации состоялся в рамках UFC 76: Knockout в Анахайме (Калифорния), противником был победитель The Ultimate Fighter 1 Форрест Гриффин, превосходивший бразильца в размерах. Незадолго до боя Маурисиу травмировал колено и усугубил травму во время самого боя. В поединке с Гриффином Руа выдохся уже во втором раунде и на первых секундах третьего раунда позволил сопернику провести удушающий захват сзади, из которого уже не смог освободиться.
Травма колена потребовала операции, из-за которой Руа до 2009 года не проводил боёв.
В январе 2008 года он вместе с братом Мурилу покинул Chute Boxe и основал в Куритибе собственную бойцовскую академию под названием Universidade da luta, где бойцы обучаются бразильскому джиу-джитсу, боксу, дзюдо, муай-тай и вольной борьбе.
17 января 2009 года Руа вернулся на ринг и в рамках UFC 93 в Дублине вышел против Марка Коулмана, в поединке с которым за три года до этого сломал руку. Хотя Коулману было уже 44 года и он более двух лет не выходил на ринг, Руа провёл довольно тусклый бой и смог одолеть соперника только в третьем раунде техническим нокаутом за 24 секунды до конца поединка. Тем не менее, этот бой был признан лучшим боем дня, а его участники получили премиальные в размере 40 тысяч долларов.
18 апреля 2009 года в рамках UFC 97 в Монреале Руа одолел бывшего чемпиона UFC в полутяжёлом весе Чака Лидделла. Бразилец подошёл к бою в лучшей форме, чем в двух предыдущих, и одержал победу в первом раунде, послав противника в нокаут левым хуком. Эта победа позволила Сёгуну вернуться в десятку сильнейших бойцов полутяжёлой весовой категории и получить право на бой за чемпионский титул.
24 октября 2009 года в Лос-Анджелесе состоялся бой за титул чемпиона в полутяжёлом весе между двумя бразильцами, Маурисиу Руа и Лиото Мачидой. После завершения боя судьи единогласно присудили победу Мачиде, однако это решение вызвало много споров. Президент UFC Дэйна Уайт посчитал, что Руа победил в первом, четвёртом и пятом раундах, тем самым одержав победу в поединке. Многие бойцы смешанного стиля также посчитали решение судей ошибочным, среди них Куинтон Джексон, Тиаго Сильва, Джон Джонс, Вандерлей Сильва, Витор Белфорт и Антониу Сильва.
Портал CompuStrike сообщил, что Руа нанёс почти вдвое больше ударов, чем Мачида.
Вскоре после поединка был назначен матч-реванш, проходивший 8 мая 2010 года в рамках UFC 113 в Монреале. Руа одержал убедительную победу, отправив Мачиду в нокаут в первом раунде и став одиннадцатым чемпионом UFC в полутяжёлом весе. После завоевания титула Руа взял перерыв необходимый для хирургической операции на колене и первую защиту провёл через 10 месяцев против 23-летнего американца Джона Джонса. На протяжении двух с половиной раундов Джонс полностью контролировал бразильца, переиграв его по всем статьям и лишив титула чемпиона. Примечательно, что Руа похлопал по настилу, сигнализируя о сдаче, но рефери это не зафиксировал, поэтому проигрыш бразильца был записан как от «технического нокаута».

## Стиль боя
Маурисио был одним из самых жестоких бойцов, предпочитая вести свои поединки в стиле уличной драки. Его излюбленными приёмами были соккер-кики и стомп-кики. При любой возможности Руа начинал пинать и топтать своих соперников, если те оказывались лежащими на настиле. При этом, несмотря на то, что Руа любил использовать грязные приёмы, у него была отличная боксёрская техника и превосходное джиу-джитсу. Находясь в партере, он мог бороться на равных с такими сильными мастерами борьбы как Антонио Рожерио Ногейра, Рикардо Арона и Кевин Рэндлман. С переходом в UFC, Руа был лишён возможности бить ногами противников, находящихся в партере и изменил свою технику на боксёрскую.

## Статистика боев в ММА
| Боёв 42  | Побед 27 | Поражений 14 |
| -------- | -------- | ------------ |
| Нокаутом | 21       | 7            |
| Сдачей   | 1        | 3            |
| Решением | 5        | 4            |
| Ничьи    | 1        | 1            |

| Результат | Рекорд  | Соперник                | Способ                               | Турнир                                  | Дата             | Раунд | Время | Место                    | Примечание                                            |
| --------- | ------- | ----------------------- | ------------------------------------ | --------------------------------------- | ---------------- | ----- | ----- | ------------------------ | ----------------------------------------------------- |
| Поражение | 27-14-1 | Игорь Потеря            | Технический нокаут (удары руками)    | UFC 283                                 | 21 января 2023   | 1     | 4:05  | Рио-де-Жанейро, Бразилия |                                                       |
| Поражение | 27-13-1 | Овинс Сен-Прё           | Раздельное решение                   | UFC 274                                 | 7 мая 2022       | 5     | 5:00  | Финикс, Аризона, США     |                                                       |
| Поражение | 27-12-1 | Пол Крейг               | Технический нокаут (сдача от ударов) | UFC 255                                 | 21 ноября 2020   | 2     | 3:36  | Лас-Вегас, США           |                                                       |
| Победа    | 27-11-1 | Антониу Рожериу Ногейра | Раздельное решение                   | UFC Fight Night: Уиттакер vs. Тилл      | 25 июля 2020     | 3     | 5:00  | Абу-Даби, ОАЭ            |                                                       |
| Ничья     | 26-11-1 | Пол Крейг               | Раздельное решение                   | UFC Fight Night: Błachowicz vs. Jacaré  | 16 ноября 2019   | 3     | 5:00  | Сан-Паулу, Бразилия      |                                                       |
| Победа    | 26–11   | Тайсон Педро            | Технический нокаут (удары)           | UFC Fight Night: Dos Santos vs. Tuivasa | 2 декабря 2018   | 3     | 0:43  | Аделаида, Австралия      |                                                       |
| Поражение | 25–11   | Энтони Смит             | Нокаут (удар и добивание)            | UFC Fight Night: Shogun vs. Smith       | 22 июля 2018     | 1     | 1:29  | Гамбург, Германия        |                                                       |
| Победа    | 25–10   | Джан Вилланте           | Технический нокаут (удары)           | UFC Fight Night: Belfort vs. Gastelum   | 11 марта 2017    | 3     | 0:59  | Форталеза, Бразилия      |                                                       |
| Победа    | 24–10   | Кори Андерсон           | Раздельное решение судей             | UFC 198                                 | 14 мая 2016      | 3     | 5:00  | Куритиба, Бразилия       |                                                       |
| Победа    | 23–10   | Антониу Рожериу Ногейра | Единогласное решение судей           | UFC 190                                 | 1 августа 2015   | 3     | 5:00  | Рио-де-Жанейро, Бразилия | Лучший бой вечера.                                    |
| Поражение | 22–10   | Овинс Сен-Прё           | Нокаут                               | UFC Fight Night: Shogun vs. St. Preux   | 8 ноября 2014    | 1     | 0:34  | Уберландия, Бразилия     |                                                       |
| Поражение | 22–9    | Дэн Хендерсон           | Технический нокаут (удары)           | UFC Fight Night: Shogun vs. Henderson 2 | 23 марта 2014    | 3     | 1:31  | Натал, Бразилия          | Лучший бой вечера.                                    |
| Победа    | 22–8    | Джеймс Те Хуна          | Нокаут                               | UFC Fight Night: Hunt vs. Bigfoot       | 7 декабря 2013   | 1     | 1:01  | Брисбен, Австралия       | Лучший нокаут вечера.                                 |
| Поражение | 21–8    | Чейл Соннен             | Болевой приём (гильотина)            | UFC Fight Night: Shogun vs. Sonnen      | 17 августа 2013  | 1     | 4:47  | Бостон, Массачусетс      |                                                       |
| Поражение | 21–7    | Александр Густафссон    | Единогласное решение судей           | UFC on Fox: Henderson vs. Diaz          | 8 декабря 2012   | 3     | 5:00  | Сиэтл, Вашингтон         |                                                       |
| Победа    | 21–6    | Брендон Вера            | Технический нокаут (удары)           | UFC on FOX 4                            | 4 августа 2012   | 4     | 4:09  | Лос-Анджелес, Калифорния |                                                       |
| Поражение | 20–6    | Дэн Хендерсон           | Единогласное решение                 | UFC 139                                 | 19 ноября 2011   | 5     | 5:00  | Сан-Хосе, Калифорния     | Лучший бой вечера. Бой включен в Зал славы UFC.       |
| Победа    | 20–5    | Форрест Гриффин         | Нокаут (удары)                       | UFC 134                                 | 27 августа 2011  | 1     | 1:53  | Рио-де-Жанейро, Бразилия |                                                       |
| Поражение | 19–5    | Джон Джонс              | Технический нокаут (удары)           | UFC 128                                 | 19 марта 2011    | 3     | 2:37  | Ньюарк, Нью-Джерси       | Утратил титул чемпиона UFC в полутяжелом весе.        |
| Победа    | 19–4    | Лиото Мачида            | Нокаут                               | UFC 113: Machida vs. Shogun 2           | 8 мая 2010       | 1     | 3:35  | Монреаль, Канада         | Завоевал титул чемпиона UFC в полутяжелом весе.       |
| Поражение | 18–4    | Лиото Мачида            | Единогласное решение судей           | UFC 104: Machida vs. Shogun             | 24 октября 2009  | 5     | 5:00  | Лос-Анджелес, США        | Бой за титул чемпиона UFC в полутяжелом весе.         |
| Победа    | 18–3    | Чак Лидделл             | Нокаут                               | UFC 97: Redemption                      | 18 апреля 2009   | 1     | 4:28  | Монреаль, Канада         | Лучший нокаут вечера.                                 |
| Победа    | 17–3    | Марк Колман             | Технический нокаут                   | UFC 93: Franklin vs. Henderson          | 17 января 2009   | 3     | 4:36  | Дублин, Ирландия         | Лучший бой вечера.                                    |
| Поражение | 16–3    | Форрест Гриффин         | Удушающий приём (удушение сзади)     | UFC 76: Knockout                        | 22 сентября 2007 | 3     | 4:45  | Анахайм, США             |                                                       |
| Победа    | 16–2    | Алистар Оверим          | Нокаут                               | PRIDE 33: Second Coming                 | 24 февраля 2007  | 1     | 3:37  | Лас-Вегас, США           |                                                       |
| Победа    | 15–2    | Кадзухиро Накамура      | Единогласное решение судей           | PRIDE Shockwave 2006                    | 31 декабря 2006  | 3     | 5:00  | Сайтама, Япония          |                                                       |
| Победа    | 14–2    | Кевин Рэндлмен          | Болевой приём (рычаг колена)         | PRIDE 32: The Real Deal                 | 21 октября 2006  | 1     | 2:35  | Лас-Вегас, США           |                                                       |
| Победа    | 13–2    | Сириль Дьябате          | Технический нокаут                   | PRIDE Final Conflict Absolute           | 10 сентября 2006 | 1     | 5:29  | Сайтама, Япония          |                                                       |
| Поражение | 12–2    | Марк Колман             | Технический нокаут (перелом руки)    | PRIDE 31: Unbreakable                   | 26 февраля 2006  | 1     | 0:49  | Сайтама, Япония          |                                                       |
| Победа    | 12–1    | Рикарду Арона           | Нокаут                               | PRIDE Final Conflict 2005               | 28 августа 2005  | 1     | 2:54  | Сайтама, Япония          | Победитель Гран-При PRIDE 2005 в среднем весе.        |
| Победа    | 11–1    | Алистар Оверим          | Технический нокаут                   | PRIDE Final Conflict 2005               | 28 августа 2005  | 1     | 6:42  | Сайтама, Япония          | Полуфинал Гран-При PRIDE 2005 в среднем весе.         |
| Победа    | 10–1    | Антониу Рожериу Ногейра | Единогласное решение судей           | PRIDE Critical Countdown 2005           | 26 июня 2005     | 3     | 5:00  | Сайтама, Япония          | Четвертьфинал Гран-При PRIDE 2005 в среднем весе.     |
| Победа    | 9–1     | Куинтон Джексон         | Технический нокаут                   | PRIDE Total Elimination 2005            | 23 апреля 2005   | 1     | 4:47  | Осака, Япония            | Вступительный тур Гран-При PRIDE 2005 в среднем весе. |
| Победа    | 8–1     | Хиромицу Канэхара       | Технический нокаут                   | PRIDE 29: Fists of Fire                 | 20 февраля 2005  | 1     | 1:40  | Сайтама, Япония          |                                                       |
| Победа    | 7–1     | Ясухито Намэкава        | Технический нокаут                   | PRIDE Bushido 5                         | 14 октября 2004  | 1     | 6:02  | Осака, Япония            |                                                       |
| Победа    | 6–1     | Акихиро Гоно            | Технический нокаут                   | PRIDE Bushido 2                         | 15 февраля 2004  | 1     | 9:04  | Иокогама, Япония         |                                                       |
| Победа    | 5–1     | Акира Сёдзи             | Нокаут                               | PRIDE Bushido 1                         | 5 октября 2003   | 1     | 3:47  | Сайтама, Япония          |                                                       |
| Поражение | 4–1     | Ренату Собрал           | Удушающий приём (гильотина)          | IFC — Global Domination                 | 6 сентября 2003  | 3     | 3:07  | Денвер, США              | Полуфинал турнира IFC в полутяжелом весе.             |
| Победа    | 4–0     | Эрик Вандерлей          | Технический нокаут                   | IFC — Global Domination                 | 6 сентября 2003  | 2     | 2:54  | Денвер, США              | Турнир IFC в полутяжелом весе.                        |
| Победа    | 3–0     | Эванжелиста Сантус      | Технический нокаут                   | Meca World Vale Tudo 9                  | 1 августа 2003   | 1     | 2:31  | Рио-де-Жанейро, Бразилия |                                                       |
| Победа    | 2–0     | Анжело Антонио          | Технический нокаут                   | Meca World Vale Tudo 8                  | 16 мая 2003      | 1     | 0:55  | Куритиба, Бразилия       |                                                       |
| Победа    | 1–0     | Рафаел Фрейтас          | Нокаут                               | Meca World Vale Tudo 7                  | 8 ноября 2002    | 1     | 4:00  | Куритиба, Бразилия       |                                                       |